# David Hall (Delawarepolitiker)
David Hall, född 4 januari 1752 i Lewes i Delaware, död 18 september 1817 i Lewes i Delaware, var en amerikansk politiker (demokrat-republikan). Han var Delawares guvernör 1802–1805. 
Hall studerade juridik och inledde 1773 sin karriär som advokat. Han deltog i amerikanska frihetskriget i kontinentala armén, sårades svårt och befordrades till överste.
Hall efterträdde 1802 James Sykes som Delawares guvernör och efterträddes 1805 av Nathaniel Mitchell. Hall avled 1817 och gravsattes i Lewes.